# 漢科科塔湖 (拉雷卡哈省)
15°57′41″S 68°26′32″W / 15.96139°S 68.44222°W
漢科科塔湖（Janq'u Quta），是玻利維亞的湖泊，位於該國西部拉巴斯省的拉雷卡哈省，處於安第斯山脈的玻利維亞瑞阿爾山脈地區，附近有奇阿羅科山。